# ナルメル
ナルメル（Narmer）は、前31世紀の古代エジプトのファラオである。セルケト（「さそり王」）の後継者で、エジプト第1王朝の創始者であると考えられている。

## ナルメルに関する研究
1898年に James Edward Quibell がヒエラコンポリス（ネケン）で発見した、有名な『ナルメルのパレット』には、上下エジプトのシンボルを示すナルメルの姿が描写されており、これによって、ナルメルが上下エジプトの統一者であると考えられるようになった。
従来はメネス（Menes）が最初の統一王とされ、マネトの王名表にもメネスが最初のファラオとして記載されていることから、エジプト最初のファラオが誰なのかについて論争が巻き起こった。エジプト学者の間では、メネスとナルメルが同一人物であるとする説や、ナルメルによって統一されたエジプトをメネスが継承したとする説、ナルメルの統一事業をメネスが引き継いで完成させたとする説などがある。
これら諸説と並んで論じられるのが、エジプトが統一されて間もなくナルメルがこれを引き継ぎ、おそらく統一以前からすでに用いられていたであろう統一のシンボルを採用したという説である。
一方でナルメルが実在したという物証が多数あり、他方で、現在のところメネスはマネトの王名表や伝承にしか登場しない。
ナルメルの名が、聖書に登場するクシュの子ニムロデと同義であると考える学者もいる。
1994年の夏、イスラエル南部の Nahal Tillah で発掘調査隊が刻印の入った陶片を発見し、そこには「ナルメルのパレット」と同様、セレクに収まったナルメルの名が刻まれていた。この陶片は大きな円形の台の上から発見され、それはハリフ・テラスにあった貯蔵庫の土台であったと考えられる。研究によって、この陶片は約5000年前、前3000年頃にナイル谷からイスラエルへ運ばれた酒甕の破片であると結論付けられた。
2014年、ヒエラコンポリスの遺跡でナルメルより古い墓とミイラが発掘された。

## その他
ナルメルの名は、ナマズ（ナル）と鑿（メル）の象形文字によって表される。他に考えられる読み方として「ナルメルウ」や「メルウナル」があるが、慣習的に「ナルメル」が採用されている。ナルメルは「荒れ狂うナマズ」という意味である。
ナルメルの妻は、下エジプトの王女ネイトホテプと考えられている。彼女の名が刻まれた碑文がナルメルの後継者であるホル・アハやジェルの墳墓から発見されていることから、彼女はホル・アハの母もしくは妻だったのではないかと推定されている。
ナルメルの墳墓は、アビュドス地方のウンム・エル＝カアブで発見された、連結した玄室（B17とB18）と考えられている。
ナルメルのパレット（石碑）にある神獣マフェデト（画像右側の首長の四足獣）が竜脚類に似ていることから恐竜生存説としてとりあげられることがある。